# Championnat d'Écosse de rugby à XV 2013-2014
 (signalé en mai 2025).
Si vous disposez d'ouvrages ou d'articles de référence ou si vous connaissez des sites web de qualité traitant du thème abordé ici, merci de compléter l'article en donnant les références utiles à sa vérifiabilité et en les liant à la section « Notes et références ».
- Archive Wikiwix
- Bing
- Cairn
- DuckDuckGo
- E. Universalis
- Gallica
- Google
- G. Books
- G. News
- G. Scholar
- Persée
- Qwant
- (zh) Baidu
- (ru) Yandex
- (wd) trouver des œuvres sur Wikidata

Navigation
RBS Championship 2012-13 RBS Championship 2014-2015
Le Championnat d'Écosse de rugby à XV 2013-2014 ou RBS Championship 2013-2014 oppose les dix meilleurs clubs d'Écosse.

## Liste des équipes en compétition
| - Aberdeen GSFP RFC - Ayr RFC - Currie RFC - Edinburgh Academical FC - Gala RFC | - Heriot's RC - Melrose RFC - Stirling County RFC - Glasgow Hawks RFC - Hawick RFC |

## Saison régulière
| Galashiels Melrose Heriot's RC Ayr Edinburgh Academical Glasgow Hawks Stirling Hawick Currie RFC Aberdeen |

| Équipe                  | Stade                   | Capacité | Ville      |
| ----------------------- | ----------------------- | -------- | ---------- |
| Aberdeen GSFP RFC       | Rubislaw Playing Fields |          | Aberdeen   |
| Ayr RFC                 | Millbrae                |          | Ayr        |
| Currie RFC              | Malleny Park            |          | Balerno    |
| Edinburgh Academical FC | Raeburn Place           | 5 000    | Édimbourg  |
| Gala RFC                | Netherdale              | 7 000    | Galashiels |
| Heriot's RC             | Goldenacre              |          | Édimbourg  |
| Melrose RFC             | The Greenyards          |          | Melrose    |
| Stirling County RFC     | Bridgehaugh Park        |          | Stirling   |
| Glasgow Hawks RFC       | Old Anniesland          |          | Glasgow    |
| Hawick RFC              | Mansfield Park          | 5 000    | Hawick     |

## Résumé des résultats

### Classement
| Rang | Club                    | J  | V  | N | D  | Bo | Bd | Pm  | Pe  | Diff | Pts |
| ---- | ----------------------- | -- | -- | - | -- | -- | -- | --- | --- | ---- | --- |
| 1    | Melrose                 | 18 | 15 | 0 | 3  | 9  | 0  | 494 | 312 | +182 | 69  |
| 2    | Gala                    | 18 | 13 | 1 | 4  | 10 | 4  | 481 | 315 | +166 | 68  |
| 3    | Ayr (T)                 | 18 | 13 | 0 | 5  | 11 | 2  | 456 | 294 | +162 | 65  |
| 4    | Heriot's RC             | 18 | 12 | 1 | 5  | 5  | 3  | 403 | 347 | +56  | 58  |
| 5    | Glasgow Hawks RFC       | 18 | 6  | 2 | 10 | 4  | 5  | 392 | 416 | -24  | 37  |
| 6    | Hawick RFC              | 18 | 6  | 1 | 11 | 3  | 5  | 354 | 449 | -95  | 34  |
| 7    | Currie RFC              | 18 | 7  | 1 | 10 | 3  | 1  | 357 | 464 | -107 | 34  |
| 8    | Stirling County RFC     | 18 | 6  | 0 | 12 | 2  | 7  | 278 | 358 | -80  | 33  |
| 9    | Edinburgh Academical FC | 18 | 6  | 0 | 12 | 5  | 2  | 339 | 485 | -146 | 31  |
| 10   | Aberdeen GSFP RFC       | 18 | 3  | 0 | 15 | 3  | 8  | 338 | 452 | -114 | 23  |

|  | Vainqueur (no 1).           |
|  | Play-out relégation (no 9). |
|  | Relégué (no 10).            |
|  | T : Tenant du titre 2013    |

## Résultats détaillés

### Phase régulière

#### Tableau synthétique des résultats
L'équipe qui reçoit est indiquée dans la colonne de gauche.
| Clubs                | MEL | GAL | HER | AYR | EDI | GLA | STI | HAW | CUR | ABE |
| -------------------- | --- | --- | --- | --- | --- | --- | --- | --- | --- | --- |
| Melrose RFC          |     | -   | -   | -   | -   | -   | -   | -   | -   | -   |
| Gala RFC             | -   |     | -   | -   | -   | -   | -   | -   | -   | -   |
| Heriot's RC          | -   | -   |     | -   | -   | -   | -   | -   | -   | -   |
| Ayr RFC              | -   | -   | -   |     | -   | -   | -   | -   | -   | -   |
| Edinburgh Academical | -   | -   | -   | -   |     | -   | -   | -   | -   | -   |
| Glasgow Hawks RFC    | -   | -   | -   | -   | -   |     | -   | -   | -   | -   |
| Stirling County RFC  | -   | -   | -   | -   | -   | -   |     | -   | -   | -   |
| Hawick RFC           | -   | -   | -   | -   | -   | -   | -   |     | -   | -   |
| Currie RFC           | -   | -   | -   | -   | -   | -   | -   | -   |     | -   |
| Aberdeen GSFP RFC    | -   | -   | -   | -   | -   | -   | -   | -   | -   |     |

## Play-off relégation
| 5 avril 2014 | Edinburgh Academical FC | 23 - 13 | Stewart's Melville FP | Lasswade RFC, Bonnyrigg |
| 5 avril 2014 |                         |         |                       | Lasswade RFC, Bonnyrigg |
| 5 avril 2014 |                         |         |                       | Lasswade RFC, Bonnyrigg |